# Kekrops
Kekrops (řecky Κέκροψ, latinsky Cecrops) je v řecké mytologii synem země, zakladatel Athén a první athénský král.
Byl bytostí, která se zrodila jako napůl had, horní část těla měl lidskou, nohy však srostlé v hadí ocas. Měl tři dcery – Aglauros, Hersé a Pandrosos, které se tragicky pojí k báji o Erichthoniovi.
Když se později bohyně Athéna a bůh Poseidón utkali o nadvládu nad Attikou, byl Kekrops od bohů pověřen, aby rozhodl, kdo Athénám více prospěl a komu tedy moc má připadnout. Přiřkl vítězství Athéně, která dala městu olivovník, kdežto Poseidón nechal jenom vytrysknout ze země pramen slané vody, studnu je prý možné vidět dodnes, za jižního větru prý je možné slyšet z ní hluk příboje. Po prohraném sporu byl Poseidón tak rozmrzelý, že nechal mořskými vlnami zaplavit planinu před Athénami. Aby byl Poseidónův hněv usmířen, byly prý athénské ženy zbaveny práva volit a mužům bylo zakázáno nosit jméno své matky.
Kekrops zřídil na Areopagu – pahorku boha války Area první soudní orgán, nazývaný rovněž areopag. Místo bylo zvoleno proto, že zde Áres zabil svůdce své dcery a poté byl omilostněn.
Říká se, že Kekrops přispěl ke zkulturnění Athéňanů tím, že nařídil skoncovat s přinášením lidských obětí bohům.